# KS Toruń
KS Toruń (występuje pod nazwą PRES Grupa Deweloperska Toruń) – polski klub żużlowy z siedzibą w Toruniu, 4-krotny drużynowy mistrz Polski.
Za datę jego założenia przyjmuje się rok 1962, kiedy powstał klub sportowy przy PZWANN, niemniej jego historia sięga lat wcześniejszych, a samych tradycji żużlowych w Toruniu, których jest kontynuatorem, lat międzywojennych. W przeszłości funkcjonował jako klub wielosekcyjny, w którym na przestrzeni lat, obok sekcji żużlowej, istniejącej od chwili jego założenia, istniały także sekcje: brydża sportowego, hokeja na lodzie, jazdy szybkiej na lodzie, pływania i szachów.
W 2019 roku „Toruńskie Anioły”, tj. środowisko toruńskich żużlowców, zostały uhonorowane poprzez odsłonięcie „katarzynki” w Piernikowej Alei Gwiazd na toruńskim Rynku Staromiejskim.

## Chronologia nazw
- Klub Sportowy „Stal”
  - Sekcja Żużlowa „Apator”
- Klub Sportowy „Stal-Apator”
  - Stal-Apator Toruń
- Klub Sportowy „Apator” (–2005)
  - Apator Toruń (–1993)
  - Apator Elektrim Toruń (1993–1996)
  - Apator DGG Toruń (1996–1998)
  - Apator Netia Toruń (1999–2000)
  - Apator Adriana Toruń (2001–2005)
- Klub Sportowy Toruń (2005–2006)
  - Adriana Toruń (2006)
- Klub Sportowy Toruń Unibax Spółka Akcyjna (2006–2014)
  - Unibax Toruń (2007–2014)
- Klub Sportowy Toruń Spółka Akcyjna (2014–)
  - KS Toruń (2015)
  - Get Well Toruń (2016–2019)
  - eWinner Apator Toruń (2020–2021)
  - For Nature Solutions Apator Toruń (2022)
  - For Nature Solutions KS Apator Toruń (2023)
  - KS Apator Toruń (2024)
  - PRES Grupa Deweloperska Toruń (2025–)

## Historia

### Protoplaści
Pierwsze zawody żużlowe rozegrano w Toruniu w 1930 roku. Ścigano się w kategoriach według pojemności silnika. Czarny sport rozwijał się w grodzie Kopernika aż do wybuchu II wojny światowej. Zaraz po wojnie – w 1946 roku, tradycja toruńskiego żużla odrodziła się w postaci Toruńskiego Klubu Motocyklowego. W tamtym okresie pierwsze kroki na żużlu stawiał między innymi Zbigniew Raniszewski, którego karierę przerwała tragiczna śmierć w trakcie zawodów rozgrywanych w Wiedniu 21 kwietnia 1956 roku.
Od 1957 roku toruński klub działał w ramach Ligi Przyjaciół Żołnierza, a dwa lata później zadebiutował w rozgrywkach III ligi, zajmując 7. miejsce. Do II ligi LPŻ Toruń awansował wskutek reorganizacji rozgrywek w 1960 roku, jednak w swoim debiutanckim drugoligowym sezonie zajął ostatnie miejsce w grupie „zachód”.

### Patronat PZWANN
W 1962 roku przy Pomorskich Zakładach Wytwórczych Aparatury Niskiego Napięcia, które pojawiły się w toruńskim żużlu rok wcześniej, powstał Klub Sportowy, który formalnie działał w strukturach Zrzeszenia Sportowego „Stal”. W latach 60. pierwsze medale dla toruńskiego żużla zdobył między innymi Marian Rose. Popularny Maryś osiągnął sukcesy zarówno na krajowym podwórku, jak i na arenie międzynarodowej. Jego największym sukcesem był złoty medal drużynowych mistrzostw świata z 1966 roku. W tym samym sezonie Rose zdobył srebrny medal indywidualnych mistrzostw Polski. Jego karierę przerwał wypadek 19 kwietnia 1970 roku na torze w Rzeszowie, w którym torunianin poniósł śmierć.
W 1973 roku Stal Toruń zajęła 2. miejsce w rozgrywkach II ligi, jednak w spotkaniach barażowych o awans do I ligi lepsza okazała się Polonia Bydgoszcz. Dwa lata później torunianie ponownie zajęli 2. miejsce w II-ligowych rozgrywkach i ponownie przegrali spotkania barażowe z bydgoszczanami, jednak powiększenie liczebności I ligi do 10 zespołów pozwoliło torunianom awansować do najwyższej klasy rozgrywek.
W pierwszym sezonie w I lidze torunianie obronili miejsce w elicie, zajmując 8. miejsce na koniec sezonu. W tym samym 1976 roku w historii klubu miało miejsce kolejne tragiczne wydarzenie – 25 lipca w czasie zawodów w Częstochowie w jednym z wyścigów upadł Kazimierz Araszewicz i kilka minut po dotarciu do szpitala zmarł w wyniku obrażeń odniesionych na torze. W 1979 roku torunianie zajęli w ligowej tabeli 4. miejsce, mając szanse na medal do ostatniego meczu. Liderami drużyny byli Jan Ząbik oraz Wojciech Żabiałowicz.

### Pierwsze sukcesy
To, co nie udało się cztery lata wcześniej, udało się w 1983 roku. Liderem drużyny był Żabiałowicz, wspierany przez Jana Woźnickiego i Eugeniusza Miastkowskiego. Zespół prowadzony przez trenera Andrzeja Pogorzelskiego nie przegrał ani jednego meczu na własnym torze, ponadto trzykrotnie triumfował na wyjazdach. 24 punkty zdobyte do ligowej tabeli wystarczyły do zajęcia 3. miejsca w lidze i zdobycia pierwszego, brązowego medalu w rozgrywkach o drużynowe mistrzostwo Polski.
Trzy lata później – w 1986 roku, Apator Toruń świętował jeszcze większy sukces, jakim był złoty medal w rozgrywkach ligowych. Przez niemal cały sezon o prymat najlepszej drużyny w kraju torunianie rywalizowali z rywalem zza miedzy – bydgoską Polonią. Drogę do toruńskiego złota otworzyła porażka bydgoszczan na własnym torze ze Stalą Gorzów Wielkopolski w końcówce sezonu. Po wygranej w ostatnim meczu z Kolejarzem Opole 64:26 – torunianie po raz pierwszy mogli świętować tytuł najlepszej drużyny w kraju. W latach 80. oprócz sukcesów ligowych żużlowcy Apatora odnosili coraz więcej sukcesów w innych rozgrywkach – zdobywali złote medale w indywidualnych mistrzostwach Polski, młodzieżowych drużynowych mistrzostwach Polski, a także mistrzostwach Polski par klubowych.
6 czerwca 1987 roku na torze w Toruniu odbył się półfinał mistrzostw świata par. W zawodach, w czasie których w każdym wyścigu startowało po 6 zawodników, triumfowali Duńczycy – Hans Nielsen i Erik Gundersen, przed parą Nowej Zelandii – Mitchem Shirrą i Davidem Barghem, oraz Polakami – Wojciechem Żabiałowiczem i Romanem Jankowskim.

### Złote lata 90.

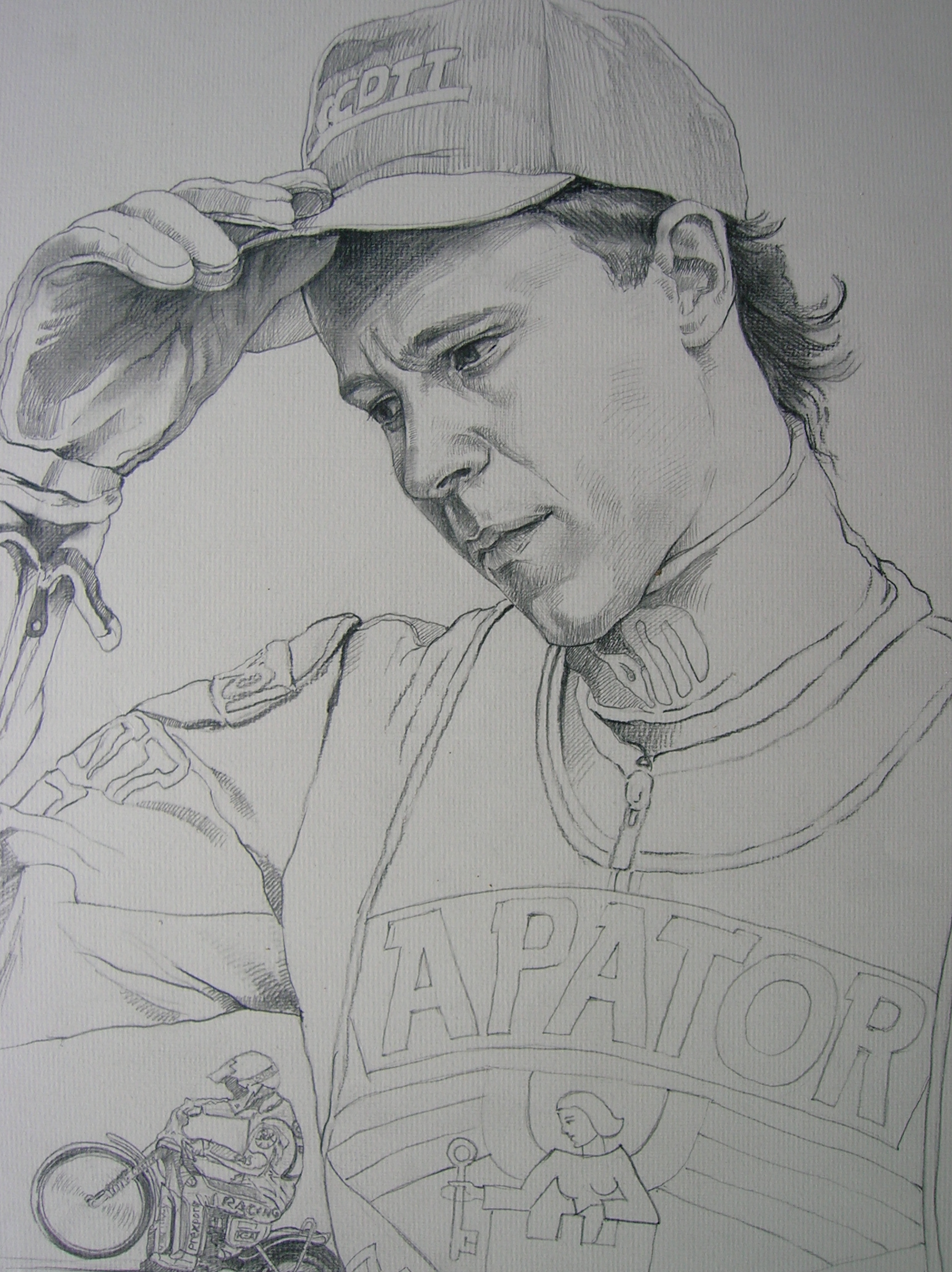
Podobizna Pera Jonssona

W pierwszej połowie lat 90. torunianie nie schodzili z podium, zdobywając seryjnie medale w lidze, a także w innych rozgrywkach krajowych. Drugi złoty medal ligowy torunianie zdobyli w 1990 roku, już w nieco zmienionym składzie. W klubie pojawił się m.in. Szwed Christer Karlsson, który jako pierwszy zawodnik zagraniczny założył plastron z Aniołem na piersi, oraz trójka młodych muszkieterów: Robert Sawina, Jacek Krzyżaniak, Mirosław Kowalik, która przebojem wdzierała się do krajowej czołówki. Liderem ciągle był jednak Wojciech Żabiałowicz. Tym razem torunianie zapewnili sobie tytuł już kilka ligowych kolejek przed końcem, deklasując w tabeli pozostałych rywali.
W 1991 roku kariery zakończyli Wojciech Żabiałowicz i Eugeniusz Miastkowski, jednak w zespole byli już ich następcy. W polskiej lidze pojawiało się również wielu zawodników zza granicy, wśród których był Szwed Per Jonsson. Indywidualny mistrz świata z 1990 roku trafił rok później do Torunia, zostając jego liderem. Karierę Długiego Pera przerwał jednak upadek w czasie derbów Pomorza w Bydgoszczy w 1994 roku, po którym Jonsson zmuszony został do poruszania się przy pomocy wózka inwalidzkiego. Także na początku lat 90. rozbłysła gwiazda Tomasza Bajerskiego, który mimo młodego wieku zaczął odgrywać coraz poważniejszą role w toruńskim zespole.
W sezonie 1996 torunianie byli bardzo blisko kolejnego złota, jednak musieli zadowolić się srebrnym medalem, po porażce w dwumeczu o złoty medal z Włókniarzem Częstochowa. Po tym sezonie skład Aniołów uległ pewnym zmianom, a zespół osiągał gorszy rezultat przez kilka kolejnych sezonów. W 1999 roku torunianie zmuszeni byli nawet do rozgrywania spotkań barażowych o utrzymanie w najwyższej klasie rozgrywkowej, jednak poradzili sobie wówczas z Polmosem Zielona Góra.

### XXI wiek

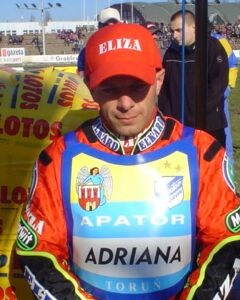
Wiesław Jaguś

Powrót na ligowe podium miał miejsce w roku 2001, kiedy to w składzie torunian pojawili się Szwedzi: Tony Rickardsson i Andreas Jonsson, a także wrócił po czterech latach spędzonych w Pergo Gorzów Wielkopolski Tomasz Bajerski. Taki zespół, wsparty ponadto Wiesławem Jagusiem, Robertem Kościechą oraz Tomaszem Chrzanowskim do ostatniego meczu, a nawet ostatniego biegu w sezonie, rywalizował o złoto z Atlasem Wrocław. Ostatecznie torunianie wygrali ostatni mecz z ekipą wrocławską 48:42 i zapewnili sobie trzeci tytuł drużynowych mistrzostw Polski.
Kolejnego mistrzostwa nie udało się torunianon zdobyć w 2003 roku, kiedy to zmontowali drużynę, w której startowali m.in. mistrz świata Tony Rickardsson, wicemistrz Jason Crump, ponadto dwaj uczestnicy cyklu Grand Prix: Piotr Protasiewicz i Tomasz Bajerski, a na dokładkę jeszcze Wiesław Jaguś i Robert Sawina. Zespół ten jednak zdołał wywalczyć tylko srebrny medal, po przegraniu finałowego meczu z Włókniarzem w Częstochowie. Po sezonie zespół opuściło kilku czołowych jeźdźców, jednak w latach 2004 i 2005 torunianie plasowali się w górnej części ligowej tabeli.
Przed 2006 rokiem ze sponsoringu toruńskiego klubu wycofała się firma Apator, a dodatkowo drużynę opuścił Jason Crump. W jego miejsce w drużynie pojawili się Duńczycy: Bjarne Pedersen oraz Niels-Kristian Iversen. Pomimo kilku zwycięstw na początku sezonu, torunianie w drugiej jego części mieli problemy finansowe, które odbiły się na wynikach. Ostatecznie KS Toruń zajął 7. miejsce w ekstralidze i musiał spotkać się w barażach o utrzymanie z KM Ostrów. Oba spotkania barażowe torunianie wygrali i zapewnili sobie dalszy ekstraligowy byt.

### Era Unibaksu

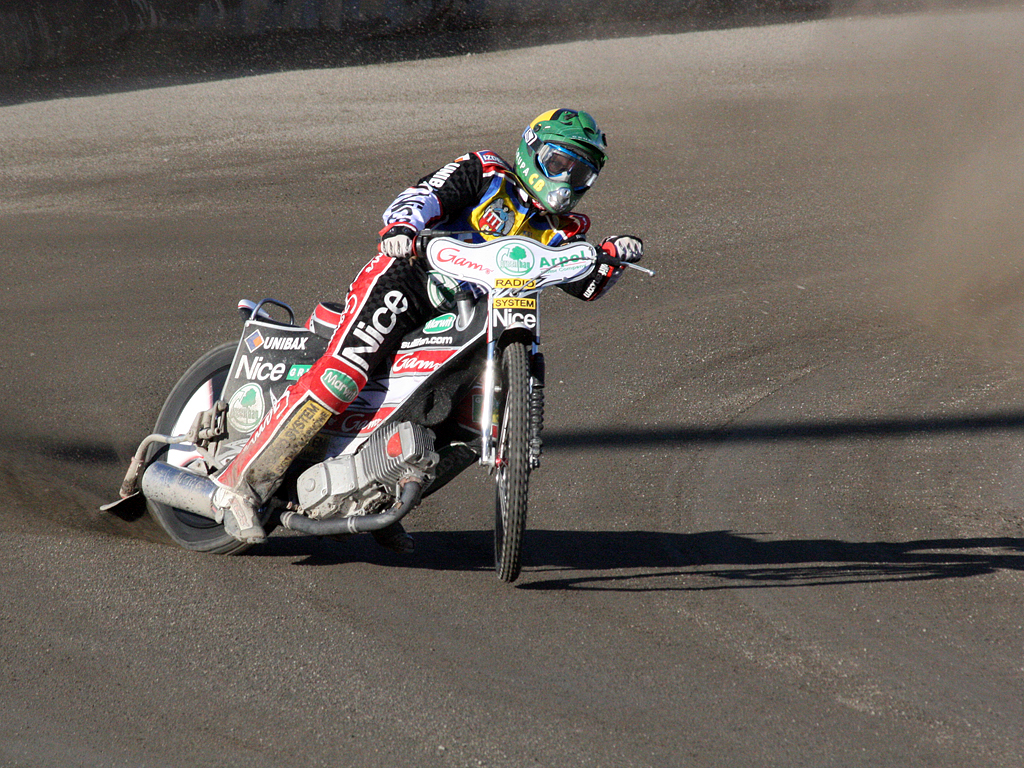
Ryan Sullivan

Jesienią 2006 roku toruński klub przejął Roman Karkosik, a nazwa klubu zmieniła się na Klub Sportowy Toruń Unibax Spółka Akcyjna. W składzie torunian znaleźli się ponownie Ryan Sullivan i Robert Kościecha, a także Matej Žagar. Żużlowcy Unibaksu wygrali rundę zasadniczą Speedway Ekstraligi, a następnie po wyeliminowaniu Unii Tarnów i Atlasu Wrocław w rundzie play-off dotarli do finału rozgrywek, gdzie spotkali się z Unią Leszno. Tu jednak lepsi okazali się leszczynianie, a torunianom pozostało cieszyć się ze srebrnych medali.
Przed sezonem 2008 torunianie dokonali kolejnych zmian w zespole. Drużynę opuścili Matej Žagar i Aleš Dryml, a ich miejsce zajęli Hans Andersen i Chris Holder. W pierwszych ośmiu spotkaniach Unibax był niepokonany i pewnie zmierzał po czwarty tytuł mistrzowski. Następnie przyszły jednak dwie porażki na własnym torze z Unią Leszno i Włókniarzem Częstochowa, i to właśnie na rzecz częstochowian torunianie stracili pozycje lidera w Speedway Ekstralidze. W rundzie play-off Unibax najpierw wyeliminował gorzowską Stal, a następnie w półfinale okazał się lepszy od ZKŻ Zielona Góra. W finale ponownie spotkały się drużyny Unii Leszno i Unibaksu Toruń. W pierwszym spotkaniu – w Lesznie, lepszy okazał się Unibax, wygrywając 49:41. Także w rewanżu, który był ostatnim w historii pojedynkiem na stadionie przy ul. Broniewskiego 98, Anioły były lepsze, wygrywając tym razem 47:43. To oznaczało, że Unibax Toruń zdobył złoty medal, zostając po raz czwarty w historii drużynowym mistrzem Polski. W całym sezonie torunianie wygrali 17 spotkań (w tym aż dziewięć z dziesięciu spotkań wyjazdowych), przegrywając tylko trzykrotnie. Liderami drużyny byli Wiesław Jaguś, Ryan Sullivan i Chris Holder.

## Rozgrywki ligowe

### Sezony
| Sezon | Rozgrywki ligowe | Rozgrywki ligowe | Rozgrywki ligowe | Rozgrywki ligowe | Uwagi                                                                          |
| Sezon | Liga             | Liga             | Miejsce          | Miejsce          | Uwagi                                                                          |
| ----- | ---------------- | ---------------- | ---------------- | ---------------- | ------------------------------------------------------------------------------ |
| 1959  | III              | III liga         | 7/8              | 7/8              | Awans w wyniku reorganizacji rozgrywek – podjęto decyzję o likwidacji III ligi |
| 1960  | II               | II liga          | 11/11            | 11/11            |                                                                                |
| 1961  | II               | II liga          | 7/11             | 7/11             |                                                                                |
| 1962  | II               | II liga          | 3/12             | 3/12             |                                                                                |
| 1963  | II               | II liga          | 6/12             | 7/12             |                                                                                |
| 1964  | II               | II liga          | 7/11             | 7/12             |                                                                                |
| 1965  | II               | II liga          | 4/9              | 5/9              |                                                                                |
| 1966  | II               | II liga          | 5/9              | 5/9              |                                                                                |
| 1967  | II               | II liga          | 6/10             | 7/10             |                                                                                |
| 1968  | II               | II liga          | 7/9              | 7/10             |                                                                                |
| 1969  | II               | II liga          | 8/9              | 8/9              |                                                                                |
| 1970  | II               | II liga          | 8/8              | 8/8              |                                                                                |
| 1971  | II               | II liga          | 4/8              | 4/8              |                                                                                |
| 1972  | II               | II liga          | 3/8              | 3/8              |                                                                                |
| 1973  | II               | II liga          | 2/8              | 2/8              | Przegrane baraże o awans                                                       |
| 1974  | II               | II liga          | 5/8              | 5/8              |                                                                                |
| 1975  | II               | II liga          | 2/8              | 2/8              | Przegrane baraże o awans                                                       |
| 1975  | II               | II liga          | 2/8              | 2/8              | Awans w wyniku reorganizacji rozgrywek – podjęto decyzję o powiększeniu I ligi |
| 1976  | I                | I liga           | 8/10             | 8/10             |                                                                                |
| 1977  | I                | I liga           | 8/10             | 8/10             |                                                                                |
| 1978  | I                | I liga           | 8/10             | 8/10             |                                                                                |
| 1979  | I                | I liga           | 4/10             | 4/10             |                                                                                |
| 1980  | I                | I liga           | 6/10             | 6/10             |                                                                                |
| 1981  | I                | I liga           | 7/10             | 7/10             |                                                                                |
| 1982  | I                | I liga           | 6/10             | 6/10             |                                                                                |
| 1983  | I                | I liga           | 3/10             | 3/10             |                                                                                |
| 1984  | I                | I liga           | 5/10             | 5/10             |                                                                                |
| 1985  | I                | I liga           | 5/10             | 5/10             |                                                                                |
| 1986  | I                | I liga           | 1/10             | 1/10             |                                                                                |
| 1987  | I                | I liga           | 4/10             | 4/10             |                                                                                |
| 1988  | I                | I liga           | 7/10             | 7/10             |                                                                                |
| 1989  | I                | I liga           | 4/10             | 4/10             |                                                                                |
| 1990  | I                | I liga           | 1/8              | 1/8              |                                                                                |
| 1991  | I                | I liga           | 3/8              | 3/8              |                                                                                |
| 1992  | I                | I liga           | 3/10             | 3/10             |                                                                                |
| 1993  | I                | I liga           | 3/10             | 3/10             |                                                                                |
| 1994  | I                | I liga           | 3/10             | 3/10             |                                                                                |
| 1995  | I                | I liga           | 2/10             | 2/10             |                                                                                |
| 1996  | I                | I liga           | 2/10             | 2/10             |                                                                                |
| 1997  | I                | I liga           | 4/10             | 4/10             |                                                                                |
| 1998  | I                | I liga           | 5/10             | 5/10             |                                                                                |
| 1999  | I                | I liga           | 7/10             | 7/10             | Wygrane baraże o utrzymanie                                                    |
| 2000  | I                | Ekstraliga       | 4/8              | 4/8              |                                                                                |
| 2001  | I                | Ekstraliga       | 1/8              | 1/8              |                                                                                |
| 2002  | I                | Ekstraliga       | 5/8              | 5/8              |                                                                                |
| 2003  | I                | Ekstraliga       | 2/8              | 2/8              |                                                                                |
| 2004  | I                | Ekstraliga       | 4/8              | 4/8              |                                                                                |
| 2005  | I                | Ekstraliga       | 4/8              | 4/8              |                                                                                |
| 2006  | I                | Ekstraliga       | 7/8              | 7/8              | Wygrane baraże o utrzymanie                                                    |
| 2007  | I                | Ekstraliga       | 2/8              | 2/8              |                                                                                |
| 2008  | I                | Ekstraliga       | 1/8              | 1/8              |                                                                                |
| 2009  | I                | Ekstraliga       | 2/8              | 2/8              |                                                                                |
| 2010  | I                | Ekstraliga       | 3/8              | 3/8              |                                                                                |
| 2011  | I                | Ekstraliga       | 4/8              | 4/8              |                                                                                |
| 2012  | I                | Ekstraliga       | 3/10             | 3/10             |                                                                                |
| 2013  | I                | Ekstraliga       | 2/10             | 2/10             |                                                                                |
| 2014  | I                | Ekstraliga       | 5/8              | 5/8              |                                                                                |
| 2015  | I                | Ekstraliga       | 4/8              | 4/8              |                                                                                |
| 2016  | I                | Ekstraliga       | 2/8              | 2/8              |                                                                                |
| 2017  | I                | Ekstraliga       | 7/8              | 7/8              | Wygrane baraże o utrzymanie                                                    |
| 2018  | I                | Ekstraliga       | 5/8              | 5/8              |                                                                                |
| 2019  | I                | Ekstraliga       | 8/8              | 8/8              |                                                                                |
| 2020  | II               | I liga           | 1/8              | 1/8              |                                                                                |
| 2021  | I                | Ekstraliga       | 6/8              | 6/8              |                                                                                |
| 2022  | I                | Ekstraliga       | 4/8              | 4/8              |                                                                                |
| 2023  | I                | Ekstraliga       | 3/8              | 3/8              |                                                                                |
| 2024  | I                | Ekstraliga       | 3/8              | 3/8              |                                                                                |

| Poziom ligowy | Liczba sezonów | Sezony               |
| ------------- | -------------- | -------------------- |
| I             | 48             | 1976–2019, 2021–2024 |
| II            | 17             | 1960–1975, 2020      |
| III           | 1              | 1959                 |

### Bilans spotkań
Stan na 10 sierpnia 2025
| drużyna przeciwna         | mecze | zwycięstwa | remisy | przegrane | bilans |
| ------------------------- | ----- | ---------- | ------ | --------- | ------ |
| Polonia Bydgoszcz         | 90    | 52         | 2      | 36        | +16    |
| CKS Czeladź               | 2     | –          | 1      | 1         | -1     |
| Włókniarz Częstochowa     | 96    | 48         | –      | 48        | –      |
| Lokomotīve Dyneburg       | 2     | 2          | –      | –         | +2     |
| GKS Wybrzeże Gdańsk       | 54    | 26         | 1      | 27        | -1     |
| GKŻ Wybrzeże Gdańsk       | 10    | 9          | –      | 1         | +8     |
| SKS Start Gniezno         | 50    | 31         | 1      | 18        | +13    |
| Start Gniezno SA          | 2     | 1          | –      | 1         | –      |
| GTM Start Gniezno         | 2     | 1          | –      | 1         | –      |
| Stal Gorzów Wielkopolski  | 114   | 54         | 3      | 57        | -3     |
| GKM Grudziądz             | 6     | 3          | –      | 3         | –      |
| GKM Grudziądz SA          | 20    | 12         | 1      | 7         | +5     |
| Cracovia                  | 2     | –          | –      | 2         | -2     |
| BKS Wanda Kraków          | 6     | 4          | –      | 2         | +2     |
| Karpaty Krosno            | 20    | 10         | 1      | 9         | +1     |
| Wilki Krosno              | 2     | 1          | –      | 1         | –      |
| Unia Leszno               | 116   | 47         | 6      | 63        | -16    |
| RKS Motor Lublin          | 44    | 24         | –      | 20        | +4     |
| Speedway Lublin           | 18    | 5          | –      | 13        | -8     |
| Tramwajarz Łódź           | 8     | 5          | –      | 3         | +2     |
| Gwardia Łódź              | 18    | 12         | 1      | 5         | +7     |
| Orzeł Łódź                | 2     | 1          | –      | 1         | –      |
| KS Kolejarz Opole         | 40    | 22         | –      | 18        | +4     |
| KKS Ostrovia              | 2     | 2          | –      | –         | +2     |
| Iskra Ostrów Wielkopolski | 2     | 2          | –      | –         | +2     |
| KM Ostrów                 | 2     | 2          | –      | –         | +2     |
| TŻ Ostrovia               | 4     | 3          | –      | 1         | +2     |
| KKS Polonia Piła          | 18    | 9          | 2      | 7         | +2     |
| TS Polonia Piła           | 24    | 11         | 4      | 9         | +2     |
| KS ROW Rybnik             | 34    | 18         | 1      | 15        | +3     |
| RKM Rybnik                | 6     | 5          | –      | 1         | +4     |
| ROW Rybnik SA             | 6     | 5          | –      | 1         | +4     |
| Stal Rzeszów              | 60    | 38         | –      | 22        | +16    |
| Sparta Śrem               | 10    | 7          | –      | 3         | +4     |
| KS Śląsk Świętochłowice   | 16    | 8          | –      | 8         | –      |
| Unia Tarnów               | 82    | 44         | 6      | 32        | +12    |
| WTS Wrocław               | 92    | 50         | 4      | 38        | +12    |
| ZKŻ Zielona Góra          | 116   | 52         | 4      | 60        | -8     |
| Łącznie                   | 1198  | 626        | 38     | 534       | +92    |

#### Derby Pomorza
Derby Pomorza to spotkania drużyn żużlowych z Torunia i Bydgoszczy. Dotychczas rozegrano 86 ligowych pojedynków derbowych, podczas których drużyna toruńska odniosła 50 zwycięstw nad bydgoszczanami, zespół z Bydgoszczy 34 razy pokonał drużynę z Torunia, a 2 spotkania zakończyły się remisem. Poza ligowymi potyczkami rozegrano także 4 spotkania w barażach o wejście do I ligi. Spotkania te odbyły się w 1973 i 1975. Bilans tych meczów to 2 zwycięstwa drużyny toruńskiej i 2 bydgoskiej.
Derbami Pomorza nazywana jest także rywalizacja drużyn z Torunia i Grudziądza. Jak dotąd odbyło się 26 pojedynków toruńsko-grudziądzkich. Bilans tych meczów to 15 zwycięstw torunian, 10 grudziądzan i 1 remis.

## Stadiony

### Stadion KS Apator

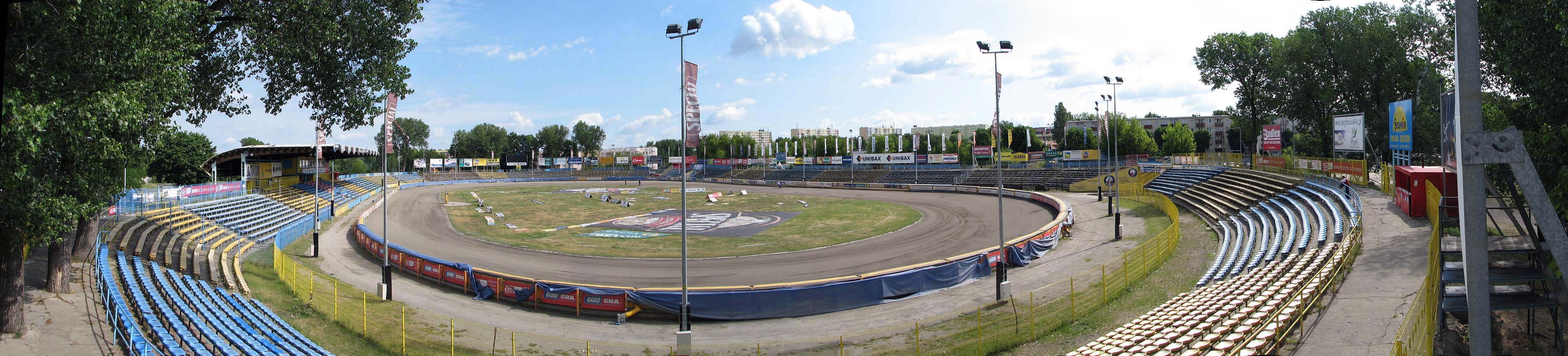
Stadion KS Apator

Toruński klub żużlowy nie posiada własnego stadionu, od zawsze korzysta z obiektów miejskich. Pierwszym miejscem w Toruniu, na którym odbywały się wyścigi motocyklowe był Stadion Miejski przy ul. Sportowej.
Następnie żużlowcy przenieśli się na dawny wojskowy stadion przy ulicy Broniewskiego. Tor liczył wówczas około 500 metrów. W 1950 r. odbyły się na nim pierwsze zawody motocyklowe. W kolejnych latach tor dostosowywano do wymogów żużlowych, czego efektem było oficjalne otwarcie zmodernizowanego toru, które przy udziale 10 000 kibiców nastąpiło 20 października 1957 o godz. 14. Tor otrzymał imię Zbigniewa Raniszewskiego.
Gdy w 1962 r. założono profesjonalny klub żużlowy, stał się on gospodarzem obiektu. W kolejnych latach dodawano ogrodzenie toru, częściowe zadaszenie trybuny głównej, oświetlenie. Na mocy uchwały rady Klubu Sportowego Apator Toruń w 1994 r. tor przy ulicy Broniewskiego otrzymał nazwę Stadion KS Apator im. Mariana Rosego. W sezonie 2006 dodano wymagane dla uzyskania licencji sztuczne oświetlenie o mocy 900 luksów.

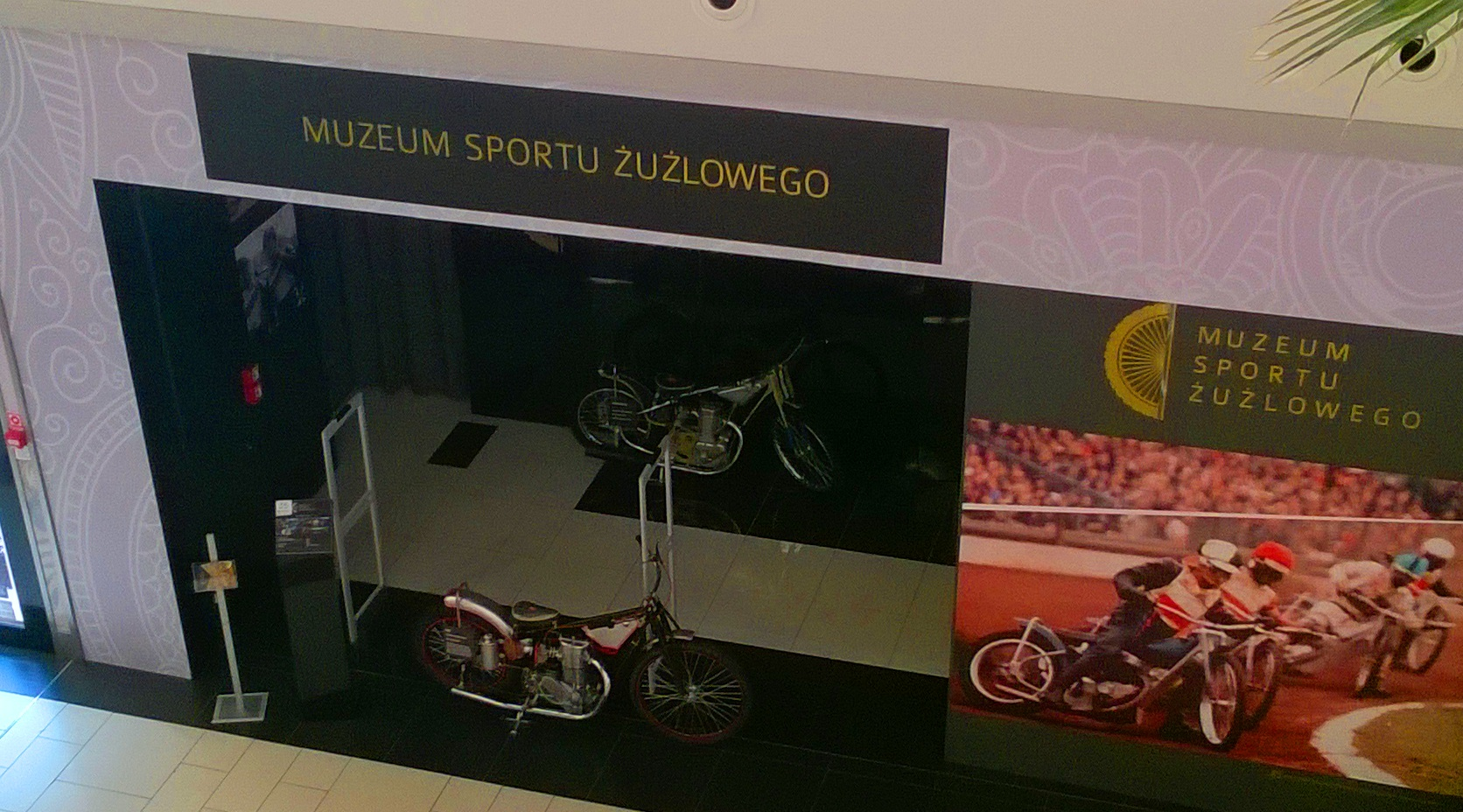
Muzeum Sportu Żużlowego w centrum handlowym Toruń Plaza, które powstało w miejscu stadionu

Ostatnimi zawodami toruńskiego klubu na starym stadionie był drugi mecz finałowy drużynowych mistrzostw Polski sezonu 2008 rozegrany 19 października 2008, zakończony zwycięstwem gospodarzy nad Unią Leszno 47:43 i przypieczętowaniem mistrzowskiego tytułu dla toruńskiej drużyny. 25 października 2008 stadion przy ulicy Broniewskiego po raz ostatni oficjalnie gościł żużlowców – był gospodarzem finału Pomorskiej Ligi Młodzieżowej. W związku z budową nowego obiektu, stary miasto sprzedało za 60 270 000 zł.
Po wyburzeniu, na jego miejscu powstało Centrum handlowe Toruń Plaza. 29 czerwca 2017 w Toruń Plaza otwarto Muzeum Sportu Żużlowego, pierwszy taki obiekt w Polsce i trzeci w Europie. Muzeum funkcjonowało do 2019 r.

### Motoarena Toruń

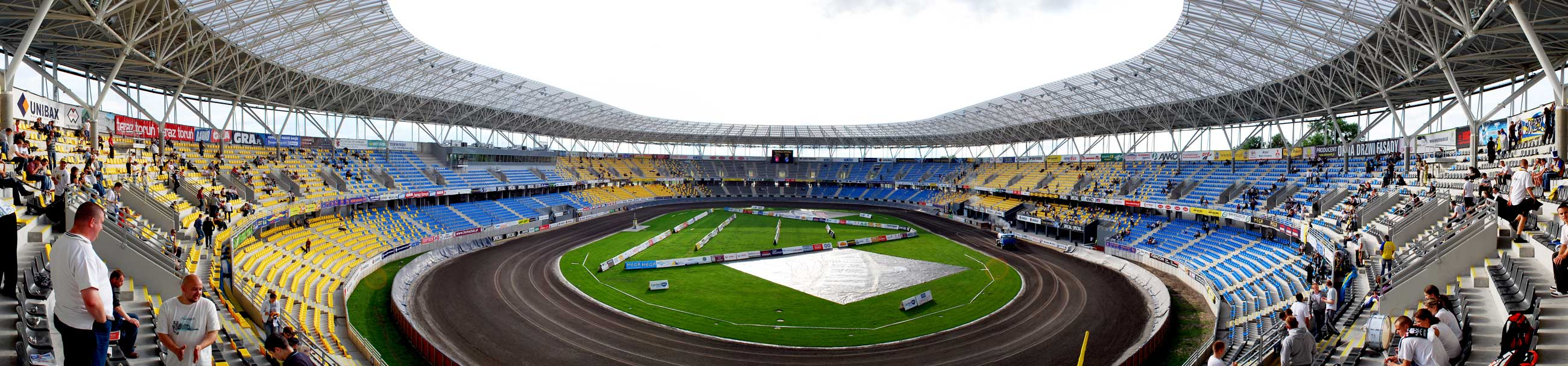
Motoarena Toruń

1 grudnia 2006 prezydent Torunia ogłosił przetarg na budowę nowego obiektu. Wygrało go konsorcjum Alstal. Obiekt nosi nazwę Motoarena Toruń, a patronem stadionu pozostał Marian Rose. Z powodu nieznacznego opóźnienia stadion oddano do użytku pod koniec kwietnia, a więc już po rozpoczęciu sezonu 2009.
Inauguracyjny mecz odbył się 3 maja 2009. Tego dnia broniący tytułu toruński Unibax podejmował ówczesnego wicemistrza kraju – Unię Leszno. Mecz zakończył się nieznacznym zwycięstwem drużyny gospodarzy, a pierwszym rekordzistą toru został zawodnik Unii – Leigh Adams.
Przed sezonem 2011 zostało przebudowane zadaszenie stadionu – obecnie zasłania nie tylko trybuny, ale także cały tor.
W pobliżu Motoareny istnieją również dwa tory na miejscowym lotnisku – większy, 265-metrowy oraz w środku mniejszy – 125-metrowy.

#### Toruńska Aleja Sportu Żużlowego

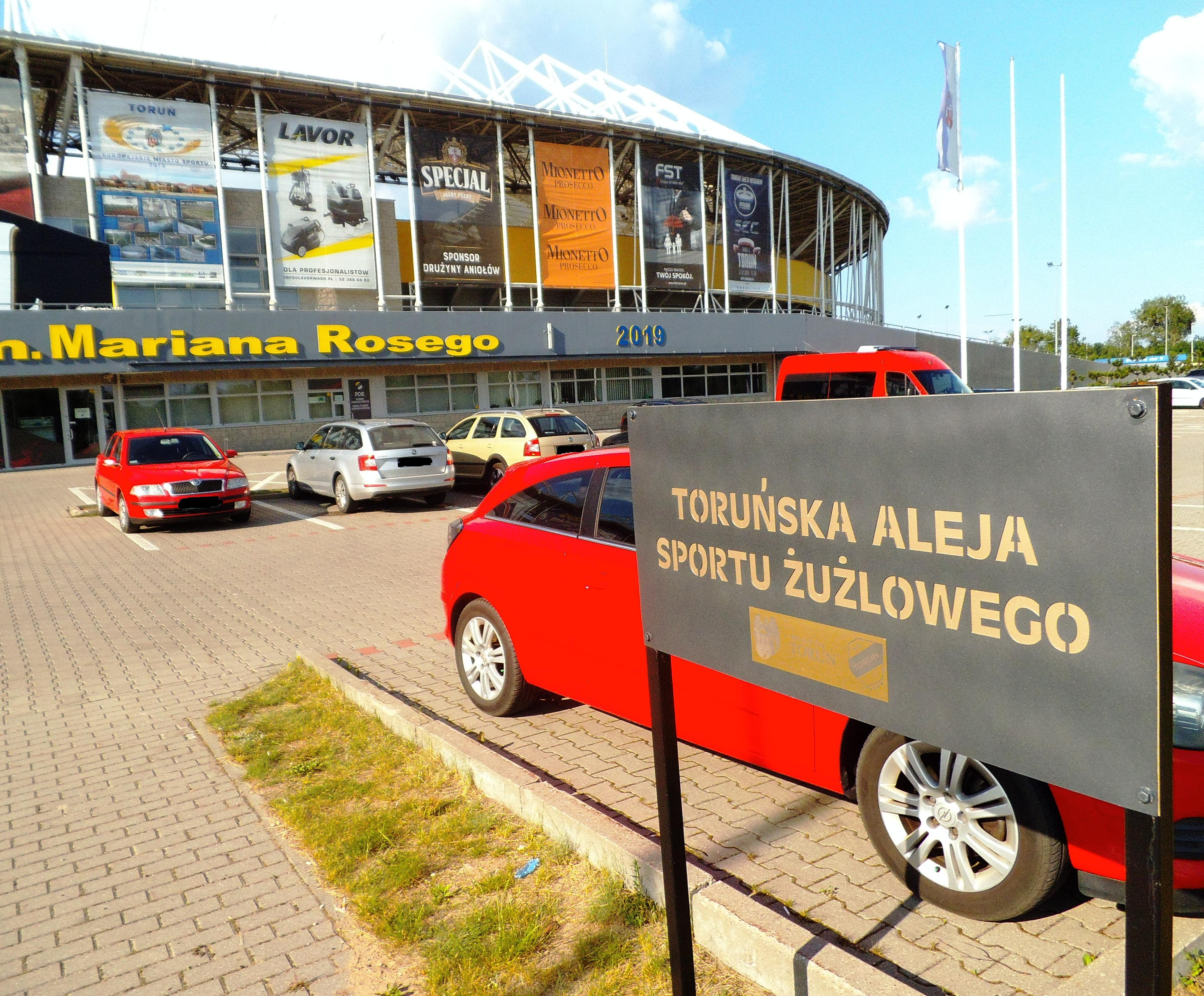
Toruńska Aleja Sportu Żużlowego

W 2019 r. przy Motoarenie powstała Toruńska Aleja Sportu Żużlowego. Ma ona na celu upamiętnienie zasłużonych dla toruńskiego żużla osób, poprzez umieszczenie pamiątkowej tablicy.
Dotychczas w alei uhonorowani zostali:
- Marian Rose – 5 maja 2019[12],
- Jan Ząbik – 28 czerwca 2019[13],
- Per Jonsson – 27 lipca 2019[14],
- Ryan Sullivan – 23 kwietnia 2023[15].

## Osiągnięcia
Stan na 15 sierpnia 2025

### Krajowe
Poniższe zestawienia obejmują osiągnięcia klubu oraz indywidualne osiągnięcia zawodników w rozgrywkach pod egidą PZM, GKSŻ oraz EŻ.

#### Mistrzostwa Polski
Drużynowe mistrzostwa Polski
- 1. miejsce (4): 1986, 1990, 2001, 2008
- 2. miejsce (7): 1995, 1996, 2003, 2007, 2009, 2013, 2016
- 3. miejsce (9): 1983, 1991, 1992, 1993, 1994, 2010, 2012, 2023, 2024

Drużynowe mistrzostwa Polski juniorów
- 1. miejsce (6): 1985, 1990, 1992, 2004, 2005, 2009
- 2. miejsce (3): 1979, 1989, 1993
- 3. miejsce (4): 1988, 1994, 1999, 2017

Mistrzostwa Polski par klubowych
- 1. miejsce (4): 1986, 2004, 2008, 2010
- 2. miejsce (5): 1981, 1997, 2002, 2014, 2024
- 3. miejsce (8): 1991, 1992, 1993, 1995, 1996, 2003, 2016[i], 2025

Młodzieżowe mistrzostwa Polski par klubowych
- 1. miejsce (5): 1990, 1991, 1992, 1993, 2007
- 2. miejsce (3): 1980, 2010, 2013
- 3. miejsce (6): 1994, 1995, 2000, 2004, 2014, 2017

Indywidualne mistrzostwa Polski
- 1. miejsce (3):
  - 1987 – Wojciech Żabiałowicz
  - 1997 – Jacek Krzyżaniak
  - 2025 – Patryk Dudek
- 2. miejsce (6):
  - 1966 – Marian Rose
  - 1986 – Wojciech Żabiałowicz
  - 1993 – Tomasz Świątkiewicz
  - 1994 – Jacek Krzyżaniak
  - 2006 – Wiesław Jaguś
  - 2024 – Patryk Dudek
- 3. miejsce (3):
  - 1992 – Robert Sawina
  - 1998 – Wiesław Jaguś
  - 2023 – Patryk Dudek

Młodzieżowe indywidualne mistrzostwa Polski
- 1. miejsce (5):
  - 1993 – Tomasz Bajerski
  - 1996 – Tomasz Bajerski
  - 2005 – Adrian Miedziński
  - 2006 – Karol Ząbik
  - 2018 – Daniel Kaczmarek
- 2. miejsce (8):
  - 1969 – Jan Ząbik
  - 1992 – Robert Sawina
  - 2000 – Tomasz Chrzanowski
  - 2003 – Adrian Miedziński
  - 2006 – Adrian Miedziński
  - 2007 – Karol Ząbik
  - 2013 – Paweł Przedpełski
  - 2016 – Paweł Przedpełski
- 3. miejsce (7):
  - 1967 – Bogdan Szuluk
  - 1971 – Janusz Plewiński
  - 1980 – Wojciech Żabiałowicz
  - 1991 – Robert Sawina
  - 1993 – Tomasz Świątkiewicz
  - 1999 – Tomasz Chrzanowski
  - 2005 – Karol Ząbik

#### Pozostałe
Puchar PZM
- 3. miejsce (1): 1974

Drużynowy Puchar Polski
- 1. miejsce (4): 1993, 1996, 1997, 1998
- 2. miejsce (1): 1999

Indywidualny Puchar Polski
- 1. miejsce (2):
  - 1986 – Wojciech Żabiałowicz
  - 1987 – Wojciech Żabiałowicz

Złoty Kask
- 1. miejsce (3):
  - 1985 – Wojciech Żabiałowicz
  - 2004 – Wiesław Jaguś
  - 2011 – Adrian Miedziński
- 2. miejsce (5):
  - 1982 – Wojciech Żabiałowicz
  - 1986 – Wojciech Żabiałowicz
  - 1987 – Wojciech Żabiałowicz
  - 2010 – Adrian Miedziński
  - 2013 – Adrian Miedziński
- 3. miejsce (7):
  - 1981 – Jan Ząbik
  - 1992 – Krzysztof Kuczwalski
  - 1994 – Jacek Krzyżaniak
  - 1995 – Tomasz Bajerski
  - 2008 – Adrian Miedziński
  - 2021 – Paweł Przedpełski
  - 2022 – Patryk Dudek

Srebrny Kask
- 1. miejsce (3):
  - 1996 – Wiesław Jaguś
  - 2004 – Adrian Miedziński
  - 2006 – Karol Ząbik
- 2. miejsce (1):
  - 1992 – Tomasz Bajerski
- 3. miejsce (6):
  - 1967 – Bogdan Szuluk
  - 1980 – Wojciech Żabiałowicz
  - 1991 – Robert Sawina
  - 1992 – Robert Sawina
  - 1994 – Tomasz Świątkiewicz
  - 2000 – Tomasz Chrzanowski

Brązowy Kask
- 1. miejsce (2):
  - 1994 – Waldemar Walczak
  - 2004 – Adrian Miedziński
- 2. miejsce (2):
  - 1993 – Tomasz Bajerski
  - 1999 – Tomasz Chrzanowski
- 3. miejsce (2):
  - 1977 – Krzysztof Kwiatkowski
  - 1988 – Krzysztof Kuczwalski

Liga Juniorów
- 1. miejsce (1): 2013
- 2. miejsce (1): 2011

Indywidualne mistrzostwa Ligi Juniorów
- 1. miejsce (1):
  - 2013 – Paweł Przedpełski
- 2. miejsce (3):
  - 2011 – Emil Pulczyński
  - 2014 – Paweł Przedpełski
  - 2015 – Oskar Fajfer

Indywidualne międzynarodowe mistrzostwa Ekstraligi
- 1. miejsce (2):
  - 2014 –  Emil Sajfutdinow
  - 2015 –  Grigorij Łaguta
- 2. miejsce (1):
  - 2014 –  Darcy Ward

Indywidualny Puchar Ekstraligi U17
- 2. miejsce (1):
  - 2025 – Mikołaj Duchiński

### Międzynarodowe
Poniższe zestawienia obejmują osiągnięcia klubu oraz indywidualne osiągnięcia zawodników krajowych (w zawodach drużynowych, par i indywidualnych) i zagranicznych (w zawodach indywidualnych) w rozgrywkach pod egidą FIM oraz FIM Europe.

#### Mistrzostwa świata
Drużynowe mistrzostwa świata
- 1. miejsce (4):
  - 1966 –  Marian Rose
  - 2009 –  Adrian Miedziński
  - 2010 –  Adrian Miedziński
  - 2023 –  Patryk Dudek
- 2. miejsce (2):
  - 1997 –  Jacek Krzyżaniak
  - 2008 –  Wiesław Jaguś

Drużynowe mistrzostwa świata juniorów
- 1. miejsce (7):
  - 2005 –  Karol Ząbik
  - 2006 –  Adrian Miedziński i Karol Ząbik
  - 2007 –  Karol Ząbik
  - 2014 –  Paweł Przedpełski
  - 2015 –  Paweł Przedpełski
  - 2016 –  Paweł Przedpełski
  - 2018 –  Daniel Kaczmarek
- 2. miejsce (1):
  - 2013 –  Paweł Przedpełski

Indywidualne mistrzostwa świata
- 1. miejsce (5):
  - 2001 –  Tony Rickardsson
  - 2002 –  Tony Rickardsson
  - 2004 –  Jason Crump
  - 2012 –  Chris Holder
  - 2016 –  Greg Hancock
- 2. miejsce (4):
  - 1992 –  Per Jonsson
  - 2003 –  Jason Crump
  - 2005 –  Jason Crump
  - 2024 –  Robert Lambert
- 3. miejsce (1):
  - 2003 –  Tony Rickardsson

Indywidualne mistrzostwa świata juniorów
- 1. miejsce (3):
  - 2006 –  Karol Ząbik
  - 2009 –  Darcy Ward
  - 2010 –  Darcy Ward
- 2. miejsce (2):
  - 1996 –  Ryan Sullivan
  - 2008 –  Chris Holder

#### Mistrzostwa Europy
Drużynowe mistrzostwa Europy
- 1. miejsce (3):
  - 2022 –  Patryk Dudek
  - 2024 –  Patryk Dudek
  - 2025 –  Patryk Dudek

Drużynowe mistrzostwa Europy juniorów
- 1. miejsce (2):
  - 2013 –  Paweł Przedpełski
  - 2014 –  Paweł Przedpełski
- 2. miejsce (1):
  - 2018 –  Daniel Kaczmarek i Igor Kopeć-Sobczyński

Mistrzostwa Europy par
- 1. miejsce (2):
  - 2006 –  Wiesław Jaguś
  - 2008 –  Karol Ząbik
- 2. miejsce (1):
  - 2014 –  Adrian Miedziński

Indywidualne mistrzostwa Europy
- 1. miejsce (1):
  - 2014 –  Emil Sajfutdinow

Indywidualne mistrzostwa Europy juniorów
- 1. miejsce (1):
  - 2005 –  Karol Ząbik
- 2. miejsce (3):
  - 2004 –  Karol Ząbik
  - 2011 –  Michael Jepsen Jensen
  - 2024 –  Bastian Pedersen
- 3. miejsce (1):
  - 2022 –  Casper Henriksson

#### Pozostałe
Klubowy Puchar Europy
- 2. miejsce (1): 2009
- 3. miejsce (1): 2002

## Zawodnicy

### Obecny skład
Stan na 19 sierpnia 2025
| Kat.                                                   | Nar.            | Fed.            | Żużlowiec             | DMP (SE) | U24E | DMPJ | Uwagi                                       |
| ------------------------------------------------------ | --------------- | --------------- | --------------------- | -------- | ---- | ---- | ------------------------------------------- |
| S                                                      | Polska          | Polska          | Patryk Dudek          | T        |      |      |                                             |
| S                                                      | Wielka Brytania | Wielka Brytania | Robert Lambert        | T        |      |      |                                             |
| S                                                      | Dania           | Dania           | Mikkel Michelsen      | T        |      |      |                                             |
| S                                                      | Rosja           | Polska          | Emil Sajfutdinow      | T        |      |      |                                             |
| U24                                                    | Polska          | Polska          | Kacper Grzelak        |          | T    |      | Wypożyczony do Wybrzeża Gdańsk              |
| U24                                                    | Polska          | Polska          | Kacper M. Grzelak     |          | T    |      |                                             |
| U24                                                    | Czechy          | Czechy          | Jan Kvěch             | T        | T    |      |                                             |
| U24                                                    | Holandia        | Holandia        | Mika Meijer           |          |      |      |                                             |
| U24                                                    | Wielka Brytania | Wielka Brytania | Anders Rowe           |          |      |      | Wypożyczony do Ostrovii                     |
| U21                                                    | Włochy          | Włochy          | Matteo Boncinelli     |          |      |      |                                             |
| U21                                                    | Dania           | Dania           | Nicolai Heiselberg    | T        | T    |      |                                             |
| U21                                                    | Polska          | Polska          | Krzysztof Lewandowski | T        | T    | T    |                                             |
| U19                                                    | Polska          | Polska          | Mateusz Affelt        |          | T    |      | Wypożyczony do PSŻ-u Poznań                 |
| U19                                                    | Wielka Brytania | Wielka Brytania | Freddy Hodder         |          |      |      |                                             |
| U19                                                    | Dania           | Dania           | Niklas Holm Jakobsen  |          |      |      |                                             |
| U19                                                    | Dania           | Dania           | Bastian Pedersen      |          | T    |      | Wypożyczony do Startu Gniezno               |
| U19                                                    | Polska          | Polska          | Oskar Rumiński        | T        | T    | T    |                                             |
| U19                                                    | Polska          | Polska          | Borys Słomczewski     |          |      |      |                                             |
| U17                                                    | Polska          | Polska          | Jakub Breński         |          |      |      | Wypożyczony do Polonii Piła                 |
| U17                                                    | Polska          | Polska          | Bartosz Derek         |          | T    | T    |                                             |
| U17                                                    | Polska          | Polska          | Robert Downar         |          |      |      |                                             |
| U17                                                    | Polska          | Polska          | Mikołaj Duchiński     | T        | T    | T    |                                             |
| U17                                                    | Polska          | Polska          | Antoni Kawczyński     | T        | T    | T    |                                             |
| U17                                                    | Polska          | Polska          | Ksawery Słomski       |          |      |      | Wypożyczony do Startu Gniezno               |
| U16                                                    | Polska          | Polska          | Wiktor Jasiński       |          |      | T    | Do 24 marca 2026 tylko zawody młodzieżowe   |
| U16                                                    | Polska          | Polska          | Dominik Łakomy        |          |      |      | Do 13 grudnia 2025 tylko zawody młodzieżowe |
| „” oznacza, że zawodnik został zgłoszony do rozgrywek. |                 |                 |                       |          |      |      |                                             |

### Obcokrajowcy
Na przestrzeni lat z toruńskim klubem związało się 75 zawodników zagranicznych z 14 krajów:
| Kraj              | Liczba | Żużlowcy |
| ----------------- | ------ | --- |
| Australia         | 12     | Zach Cook, Jason Crump, Ryan Douglas, Jason Doyle, Max Fricke, Chris Holder, Jack Holder, Steve Johnston, Brady Kurtz, Brayden McGuinness, Ryan Sullivan, Darcy Ward |
| Czechy            | 5      | Petr Chlupáč, Aleš Dryml, Matěj Kůs, Jan Kvěch, Tomáš Topinka |
| Dania             | 16     | Hans Andersen, Kasper Andersen, René Bach, Gert Handberg, Nicolai Heiselberg, Niklas Holm Jakobsen, Niels-Kristian Iversen, Jacob Jensen, Michael Jepsen Jensen, Brian Karger, Mikkel Michelsen, Matias Nielsen, Bastian Pedersen, Bjarne Pedersen, Emil Pørtner, Tim Sørensen |
| Finlandia         | 1      | Vesa Ylinen |
| Holandia          | 1      | Mika Meijer |
| Łotwa             | 1      | Vladimirs Voronkovs |
| Niemcy            | 2      | Mathias Schultz, Martin Smolinski |
| Rosja             | 9      | Grigorij Charczenko, Gleb Czugunow, Wiktor Kułakow, Grigorij Łaguta, Pawieł Łaguta, Siergiej Łogaczow, Lenar Nigmatzianow, Jewgienij Sajdullin, Emil Sajfutdinow |
| Słowacja          | 1      | Martin Vaculík |
| Słowenia          | 1      | Matej Žagar |
| Stany Zjednoczone | 2      | John Cook, Greg Hancock |
| Szwecja           | 14     | Stefan Andersson, Mikael Blixt, Stefan Dannö, Henrik Gustafsson, Simon Gustafsson, Casper Henriksson, Andreas Jonsson, Per Jonsson, Peter Karlsson, Peter Nahlin, Kenneth Nyström, Tony Rickardsson, Christer Rohlén, Robin Törnqvist                                          |
| Wielka Brytania   | 9      | Kyle Bickley, Freddy Hodder, Edward Kennett, Robert Lambert, Mark Loram, David Norris, Jordan Palin, Anders Rowe, Simon Stead |
| Włochy            | 1      | Matteo Boncinelli |

Ponadto 5 innych zawodników rozpoczynało kariery pod flagą innego państwa, a w toruńskim klubie występowali wyłącznie jako zawodnicy krajowi:
| Kraj            | Liczba | Żużlowcy                |
| --------------- | ------ | ----------------------- |
| Australia       | 1      | Robert Ksiezak          |
| Kanada          | 1      | Krzysztof Słaboń        |
| Norwegia        | 1      | Rune Holta              |
| Szwecja         | 1      | Maksymilian Bogdanowicz |
| Wielka Brytania | 1      | Andy Smith              |

## Kibice

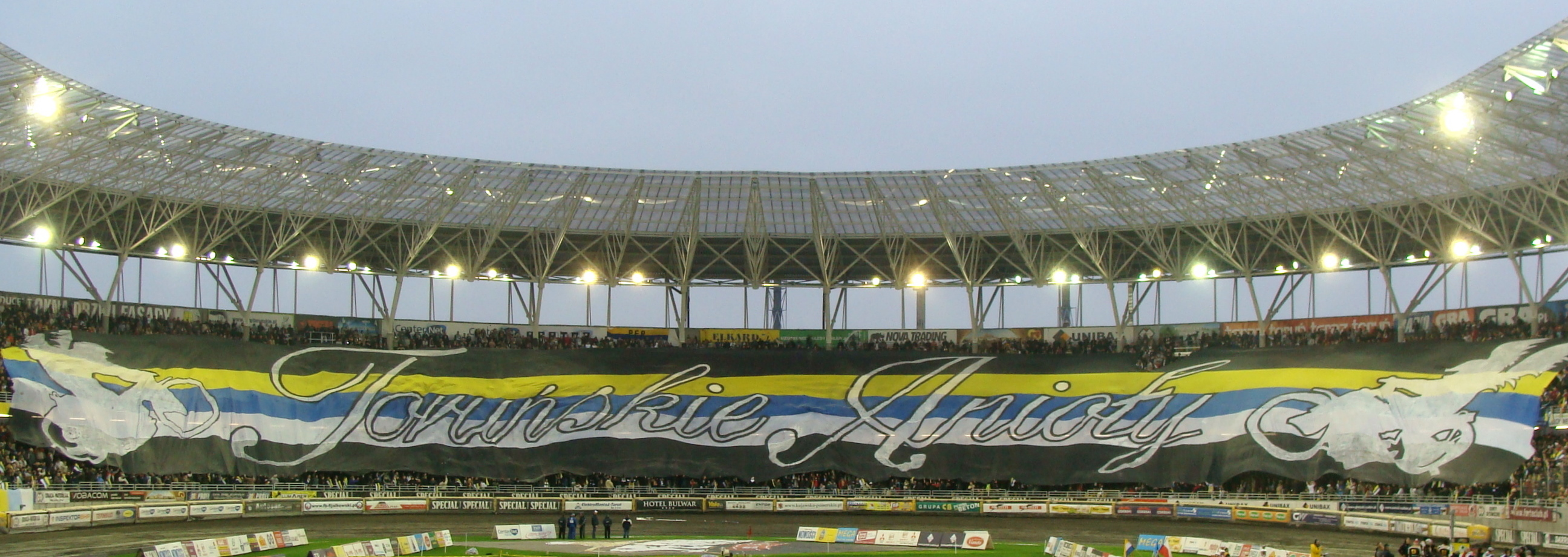
Oprawa toruńskich kibiców podczas meczu finałowego w 2009 roku

Początek tzw. ruchu kibicowskiego na polskich stadionach żużlowych datuje się na drugą połowę lat 70. XX wieku i mecze torunian. W kolejnych latach ruch ten rozwijał się. Na przestrzeni lat wśród tzw. szalikowców powstało kilka zorganizowanych grup – Skazani na Apator (2001), Ultra Familiares (2008) oraz Młody Apator (2016). Ponadto 29 września 2009 w sądzie zostało zarejestrowane Stowarzyszenie Sympatyków Sportu Żużlowego „Krzyżacy”. Oprócz tego, wśród pozostałych kibiców, powstały również inne grupy – Fan Club Speedway Apator (1992) i Net F@ns Speedway Toruń (2004). Członkowie tej drugiej 20 marca 2009 zarejestrowali w sądzie Stowarzyszenie Kibiców Sportu Żużlowego „Net Fans Speedway Toruń”, jednak zostało ono wykreślone z rejestrów na początku 2014.
Kibiców Apatora dobre relacje łączą z kibicami Startu Gniezno oraz Dyskobolii Grodzisk Wielkopolski. W przeszłości „Krzyżacy” mieli również tzw. zgodę z kibicami Ruchu Chorzów (1988–2011) oraz Igloopolu Dębica (2005–2006).
Napięte relacje kibice Apatora mają m.in. z kibicami piłkarskiej Elany Toruń. Nieprzychylnie ustosunkowani są także do fanów wielu innych klubów z Polski, przede wszystkim większości innych klubów żużlowych, m.in. Polonii Bydgoszcz i GKM-u Grudziądz.